# Mircea Pârligras
Mircea Emilian Pârligras est un joueur d'échecs roumain né le 28 décembre 1980.
Au 1er mai 2016, Pârligras est le numéro deux roumain avec un classement Elo de 2 599.

## Biographie et carrière
Grand maître international depuis 2002 et champion de Roumanie en 2001 et 2016, Parligra a représenté la Roumanie lors de six olympiades (entre 2002 et 2014) et de quatre championnats d'Europe par équipe (en 2005, 2011, 2013 et 2015).
Il remporta les tournois de Bucarest en 2001 (tournoi Lasker) et de Subotica en 2003.
Il finit deuxième ex æquo du tournoi Acropolis en 2007, deuxième ex æquo tournoi d'échecs de Sarajevo en 2011.
Lors de la coupe du monde d'échecs 2011, il battit le Chinois Yu Yangyi au premier tour, le Hongrois Zoltán Almási au deuxième tour, puis fut éliminé au troisième tour par Peter Heine Nielsen après départage.
Lors de la Coupe du monde d'échecs 2021, il est battu au premier tour par le Slovaque Juraj Druska.